# Poecilippe femoralis
Poecilippe femoralis är en skalbaggsart som beskrevs av Sharp 1886. Poecilippe femoralis ingår i släktet Poecilippe och familjen långhorningar. Inga underarter finns listade i Catalogue of Life.